# Acapulco Shore (temporada 9)
La novena temporada de Acapulco Shore, un programa de televisión mexicano con sede en Acapulco, México, transmitido por MTV Latinoamérica se anunció en agosto de 2021 y se estrenó el 18 de enero de 2022. Fue filmada en septiembre de 2021 en Colombia en medio de la pandemia de COVID-19, siendo esta la segunda temporada en grabarse allí después de la cuarta temporada. A pesar de haber permanecido en cuarentena para iniciar con la filmación, el 4 de septiembre de 2021 Ignacia Michelson anunció su salida del programa para concentrarse en su salud mental. Incluye a los nuevos miembros del reparto Carlos Pantoja, José Rodríguez y Nati Peláez, y Santiago Santana quién participó en el programa de citas mexicano, Enamorándonos. Beni Falcón regresó al programa luego haber salido voluntariamente durante la temporada anterior.
Antes del estreno de la temporada, el 12 de enero de 2022, se anunció la participación de Diego Garciasela, Jibranne Bazán y Rocío Sánchez, además de la incorporación del participante de Protagonistas 2017, Andrés Altafulla. A lo largo de la temporada se presentaron las incorporaciones de Kelly Reales, Kelly Medanie, María Fletcher, y Simón La Rotta como invitado con su personaje drag "Ariel". Esta es la última temporada en presentar a Jibranne Bazán y Beni Falcon, además ninguno de los novatos de esta temporada regresó para la décima temporada.

## Reparto
Principal:
A continuación los miembros de reparto y su descripción:
- Alba Zepeda - "Soy panadera y mi especialidad es el de dulce".
- Diego Garciasela - "¿Cómo están, cómo están...Cómo están todos?"
- Beni Falcón - "Aquí está tu vibrador favorito".
- Carlos Pantoja - "Yo solo me dedico a hacer felices a las mujeres, jajaja".
- Eduardo "Chile" Miranda - "El moustro' de la peda".
- Fernanda Moreno - "Lo que no es para toda la vida, es para toda la banda".
- Isabel "Isa" Castro - "A rechinar, ¡el animal!".
- Jacky Ramírez - "Estoy acostumbrada a la envidia: no a sentirla, a provocarla".
- Jaylin Castellanos - "¡Aquí está su madre santa!, celestial".
- José Rodríguez - "¿Pero, quién pidió pollo?".
- Karime Pindter - "Caguamera, ramera, pero siempre entera".
- Natalia "Nati" Peláez - "Aquí les llegó su paisita, mi amor".
- Rocío Sánchez - "Yo no tengo enemigas, solo admiradoras traumadas".
- Santiago Santana - "¿Alguien llamó a la fábrica de muñecos?".

Recurrente
A continuación, los miembros del reparto no acreditados como principales:
- Andrés Altafulla
- Jibranne "Jey" Bazán
- Kelly Reales
- Kelly "Red" Medanie
- María Fletcher

### Duración del reparto
| Nombre      | Episodios | Episodios | Episodios | Episodios | Episodios | Episodios | Episodios | Episodios | Episodios | Episodios | Episodios | Episodios | Episodios | Episodios |
| Nombre      | 1         | 2         | 3         | 4         | 5         | 6         | 7         | 8         | 9         | 10        | 11        | 12        | 13        | 14        |
| Alba        |           |           |           |           |           |           |           |           |           |           |           |           |           |           |
| Beni        |           |           |           |           |           |           |           |           |           |           |           |           |           |           |
| Carlos      |           |           |           |           |           |           |           |           |           |           |           |           |           |           |
| Chile       |           |           |           |           |           |           |           |           |           |           |           |           |           |           |
| Diego       |           |           |           |           |           |           |           |           |           |           |           |           |           |           |
| Fernanda    |           |           |           |           |           |           |           |           |           |           |           |           |           |           |
| Isa         |           |           |           |           |           |           |           |           |           |           |           |           |           |           |
| Jacky       |           |           |           |           |           |           |           |           |           |           |           |           |           |           |
| Jaylin      |           |           |           |           |           |           |           |           |           |           |           |           |           |           |
| José        |           |           |           |           |           |           |           |           |           |           |           |           |           |           |
| Karime      |           |           |           |           |           |           |           |           |           |           |           |           |           |           |
| Nati        |           |           |           |           |           |           |           |           |           |           |           |           |           |           |
| Santiago    |           |           |           |           |           |           |           |           |           |           |           |           |           |           |
| Altafulla   |           |           |           |           |           |           |           |           |           |           |           |           |           |           |
| Rocío       |           |           |           |           |           |           |           |           |           |           |           |           |           |           |
| Kelly       |           |           |           |           |           |           |           |           |           |           |           |           |           |           |
| Kelly "Red" |           |           |           |           |           |           |           |           |           |           |           |           |           |           |
| Jey         |           |           |           |           |           |           |           |           |           |           |           |           |           |           |
| María       |           |           |           |           |           |           |           |           |           |           |           |           |           |           |
| ----------- | --------- | --------- | --------- | --------- | --------- | --------- | --------- | --------- | --------- | --------- | --------- | --------- | --------- | --------- |

## Actuaciones musicales
| Fecha                 | Artista | Episodio    | Ref.   |
| --------------------- | ------- | ----------- | ------ |
| 22 de febrero de 2022 | Feid    | Episodio 6  | [ 10 ] |
| 19 de abril de 2022   | Boza    | Episodio 14 | [ 11 ] |

## Episodios
| N.º (total) | N.º (temp.) | Título                             | Estreno en Latinoamérica |
| ----------- | ----------- | ---------------------------------- | ------------------------ |
| 111         | 1           | «Las vacaciones de las vacaciones» | 18 de enero de 2022      |
| 112         | 2           | «Malas Decisiones»                 | 25 de enero de 2022      |
| 113         | 3           | «Cita Sorpresa»                    | 1 de febrero de 2022     |
| 114         | 4           | «Amor a Primera Vista»             | 8 de febrero de 2022     |
| 115         | 5           | «Viva el Poliamor»                 | 15 de febrero de 2022    |
| 116         | 6           | «El Chilangazo»                    | 22 de febrero de 2022    |
| 117         | 7           | «Sitauaciones Incómodas»           | 1 de marzo de 2022       |
| 118         | 8           | «Malos Consejos»                   | 8 de marzo de 2022       |
| 119         | 9           | «El Banquetazo»                    | 15 de marzo de 2022      |
| 120         | 10          | «Visitas Necesarias»               | 22 de marzo de 2022      |
| 121         | 11          | «Un Cumpleaños Salvaje»            | 29 de marzo de 2022      |
| 122         | 12          | «Juguemos Espejo»                  | 5 de abril de 2022       |
| 123         | 13          | «Arriba Cartagena»                 | 12 de abril de 2022      |
| 124         | 14          | «Hasta Pronto»                     | 19 de abril de 2022      |